# Saint-Pierre-sur-la-Digue
 (août 2025).
Si vous disposez d'ouvrages ou d'articles de référence ou si vous connaissez des sites web de qualité traitant du thème abordé ici, merci de compléter l'article en donnant les références utiles à sa vérifiabilité et en les liant à la section « Notes et références ».
Saint-Pierre, en néerlandais Sint-Pieters, est un quartier de Bruges, le chef-lieu de la province belge de Flandre-Occidentale. Il est situé au nord-ouest de la ville.
Saint-Pierre était autrefois un village indépendant, et jusqu'à 1899 une commune indépendante sous le nom de Saint-Pierre-sur-la-Digue, Sint-Pieters-op-den-Dijk en néerlandais. Le quartier dispose de plus de 7 500 habitants. Autrefois, c'était un polder, entre Bruges et de la mer, une zone marécageuse qui était régulièrement inondée par la mer.
Un cours d'eau naturel, le Rogia ou Reie, aboutissait là dans une sorte de mer de Wadden. C'est le long de ce cours d'eau qu'apparut la ville de Bruges. Parfois la mer allait jusqu'au cœur de la ville, puis elle se retirait si loin qu'elle laissait cette zone au nord de Bruges sèche mais sous le niveau de la mer.

## Histoire

### L'âge de la pierre
Dans cette localité, des traces d'activités humaines datant de la période néolithique, environ 3 000 ans ont été trouvées : des tessons, des outils, des pièces de monnaies, des épaves, etc.

### Romains
Aux alentours de 200 ans avant Jésus-Christ, la région de Bruges était inondée. Cela a duré jusqu'à l'arrivée des Romains. Autour de l'année 50, la région redevint relativement sèche et les Ménapiens s'y réinstallèrent.

### Saint-Pierre immergé
Autour de l'an 300, la zone fut à nouveau inondée. La transgression marine de Dunkerque II pénétra à l'intérieur même de la ville de Bruges. Ce n'est seulement qu'autour de l'an 600 la zone fut de nouveau sèche en permanence, un barrage naturel s'étant formé. Seulement quelques ruisseaux et ravins sont restés.
Initialement, la zone fut appelée Oudland, mais elle reçut aussi le nom de Het Blote. Mais le nom le plus connu pour ce morceau de Polder au septième siècle était Flandre. Plus tard, de fil en aiguille, ce nom sera donné au comté de Flandre jusqu'à donner son nom à la région belge actuelle.

### VIIe–XIIesiècles
À partir du VIIe siècle, la paroisse de Snellegem, qui s'étendait ce qui constitue aujourd'hui Saint-Pierre-sur-la-Digue.
Autour de l'an 1000, des Frères commencèrent un travail de drainage des marais. Ils avaient reçu des marais salants en fief du comte de Flandre pour en faire la culture. Des digues ont été construites ainsi que des routes avec les premières habitations, parmi les plus connues : Ten Poele, une ferme de l'ordre des Templiers, le Monnikenwerve et de l'abbaye Ter Doest.
Avant 1167, il y avait des habitations dans le hameau de Scepstale (cf. Chris-Roi), situé autour d'un pont sur le Leet (maintenant canal Bruges-Ostende). Autour de ce pont de Scheepdale qui existe toujours, s'étaient installés principalement des artisans et des marins.
Au XIIe siècle, envahirent le territoire de Saint-Pierre-sur-la-Digue, tomba sous la direction de paroisse Saint-Sauveur et de la ville de Bruges. Les frontières de paroisse, constituait les seules frontières dans la zone. Mais aussi la paroisse de Saint-Gille avait ici une partie de son territoire.

### XIIIe–XVIIIesiècles: la paroisse

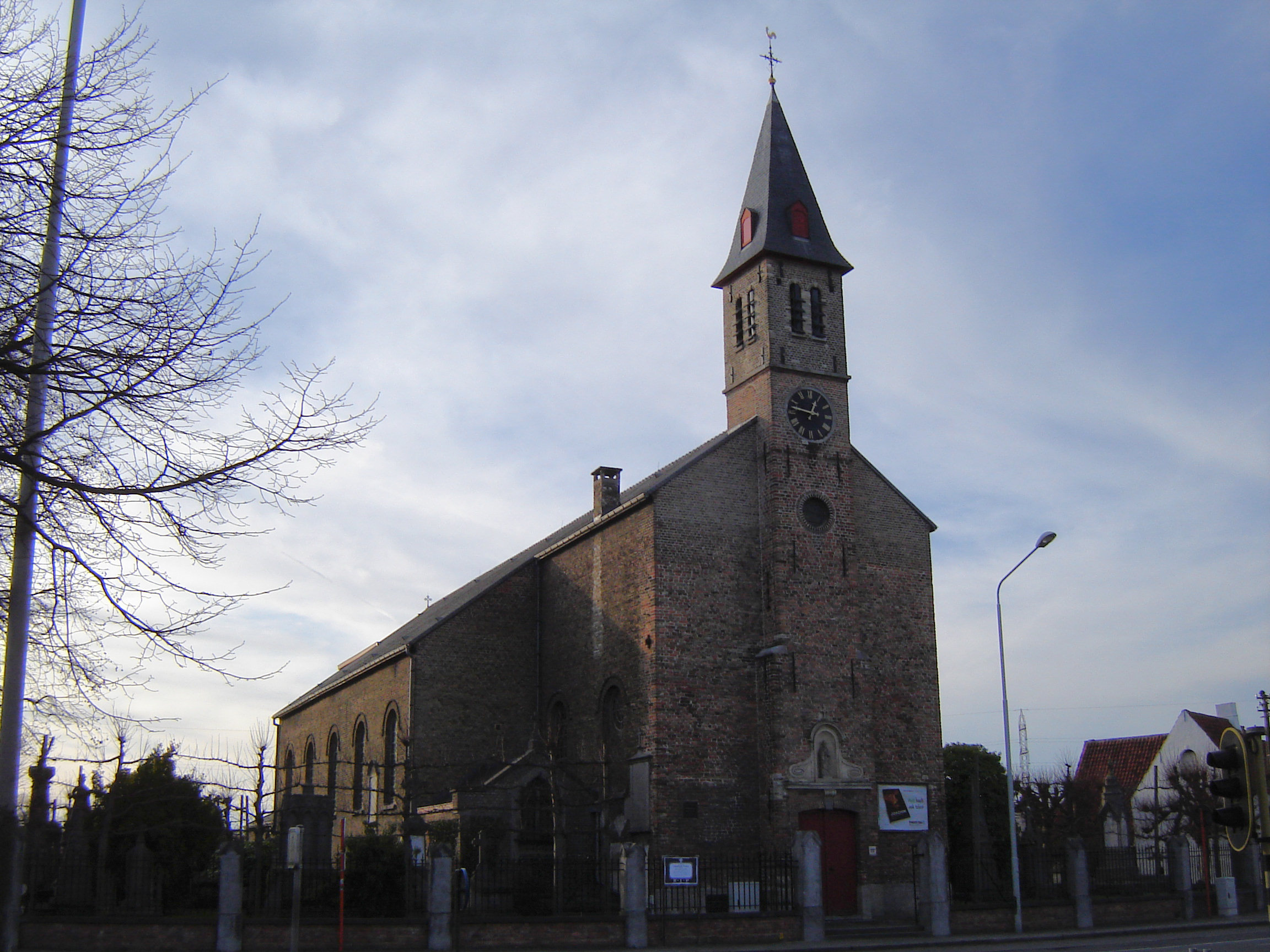
Église Saint-Pierre

En 1196, il y avait une première église, dédiée à l'apôtre Pierre. Initialement, le hameau était appelé Sint-Pieters-ten-Poele. Autour de 1210, il a été décidé que la partie de l'autre côté du Leet de la paroisse Saint-Sauveur devient une nouvelle paroisse La paroisse Saint-Pierre est créée en 1218.
Par l'acte du 1er mai 1275 de Marguerite de Constantinople, comtesse de Flandre, détermina pour la première fois de l'aire métropolitaine de Bruges, et par conséquent aussi celle de Saint-Pierre-sur-la-Digue. Cette frontière a été formée par la Leet. Pour le nom de l'église, le nom choisi fut Sint-Pieters-up-den-dyc. Il aurait peut-être été plus adapté de dire tegen (contre) ou achter (derrière)-de-dyc parce que l'église était juste à côté de l'intersection des deux digues, bien protégé contre les inondations. Les routes se trouvant sur les digues, ce qui fit que l'église semblait sur les digue et donc le nom de Saint-Pierre-sur-la-Digue fut adopté. À partir de 1293, Saint-Pierre était une paroisse indépendante.
Peu de temps après, en 1297, la deuxième enceinte de la ville de Bruges commença à être construite.
En 1352, la frontière entre Bruges et Saint-Pierre-sur-la-Digue modifié. L'aire métropolitaine fut agrandie et la frontière a été déplacé de la Leet jusqu'à l'église Saint-Pierre. La zone à l'intérieur de cette limite, mais à l'extérieur des murs de la ville fut mentionnée comme "Paallanden", et la bordure fut marquée de pierre.
La frontière est une ligne droite du pont sur le canal d'Ostende à la basilique Saint-Pierre, puis une deuxième ligne droite vers le Canal de Damme.
La commune n'existe pas mais à l'époque la paroisse est également responsable de l'administration civile. À la tête de cette administration civile était un capitaine, choisi avec l'approbation du "Franc de Bruges" issus des notables de la ville. Le capitaine collecte les impôts pour le Franc de Bruges. Il était assisté par un récepteur, un officier militaire de l'administration et un beryder (policier). Ils se réunissaient généralement dans l'une des tavernes autour de Scheepsdale.
Administrativement, il avait en charge une partie de Saint-Pierre. La taxe était appelée uutsendt, pointinghe ou settinghe. Le montant était réparti également entre les paroissiens, en fonction de la quantité de terre qu'ils avaient.

#### Marie de Bourgogne
Le mercredi 6 mars 1482, Marie de Bourgogne (1457-1482) est tombée de son cheval sur la fin d'une chasse au faucon qui a commencé au château de Wynendaele. Ce qui s'est passé près d'une chapelle dédiée à saint Hubert le long de la route de terre (maintenant chaussée d'Ostende). Elle a été très blessée parce qu'elle s'est faite écraser par le poids du cheval sur sa poitrine pressée. Elle avait la respiration difficile. Elle a été transportée à la ferme des sept tours, près de la chapelle. La famille Veranneman l'a aidée autant qu'ils le pouvaient, mais ils ne pouvaient pas faire grand-chose.
La ville, cependant, étant toute proche et à moitié engourdie, elle fut transférée dans un chariot au Prinsenhof, où elle est morte trois semaines plus tard, le 27 mars 1482.
Le 2 avril, Marie de Bourgogne fut enterrée. Selon ses volontés, elle a été enterrée dans l'église de Notre-Dame, où quelques années plus tard, un monument funéraire gothique a été érigé. Le gisant a été fait autour de 1500 et moulé à la main à partir de son masque mortuaire.

### 1796-1899: la commune
À la fin du XVIIIe siècle sous la domination française, de nouvelles frontières établies. Le 15 février 1796, qui était l'ancien français administration[Quoi ?] que toutes les terres à l'extérieur des anciens remparts formeraient des communes indépendantes. Ainsi, différentes communes de la banlieue de Bruges furent créées. Pour Saint Pierre, cela concernait les terres en dehors du port jusqu'au canal, connues sous le nom de Schipstale ou Scheepsdale.
La paroisse de St-Pieters reçut officiellement le nom de commune sous le nom Saint-Pierre-sur-la-Digue. Le territoire de la commune était de 1 081 ha et il y avait de 600 habitants. L'hôtel de ville se trouvait sur la place à côté de l'église. Le conseil de la ville se rencontrait, cependant, généralement dans l'auberge « la Geernaartmarkt » près du pont cd Scheepsdale, qui était alors l'auberge la plus achalandée de la ville-centre de Saint-Pierre-sur-la-Digue. Le cœur de Saint-Pierre-sur-la-Digue frappé pendant des siècles existait depuis des siècles en tant que hameau de Scheepsdale. Autour de l'église et dans les polders, les gens vivaient de l'agriculture.
En 1851, le chemin de fer est venu couper en deux Saint-Pierre-sur-la-Digue. Autour de 1909, la ligne a été agrandie, de sorte que les voies ont été placées sur un viaduc.

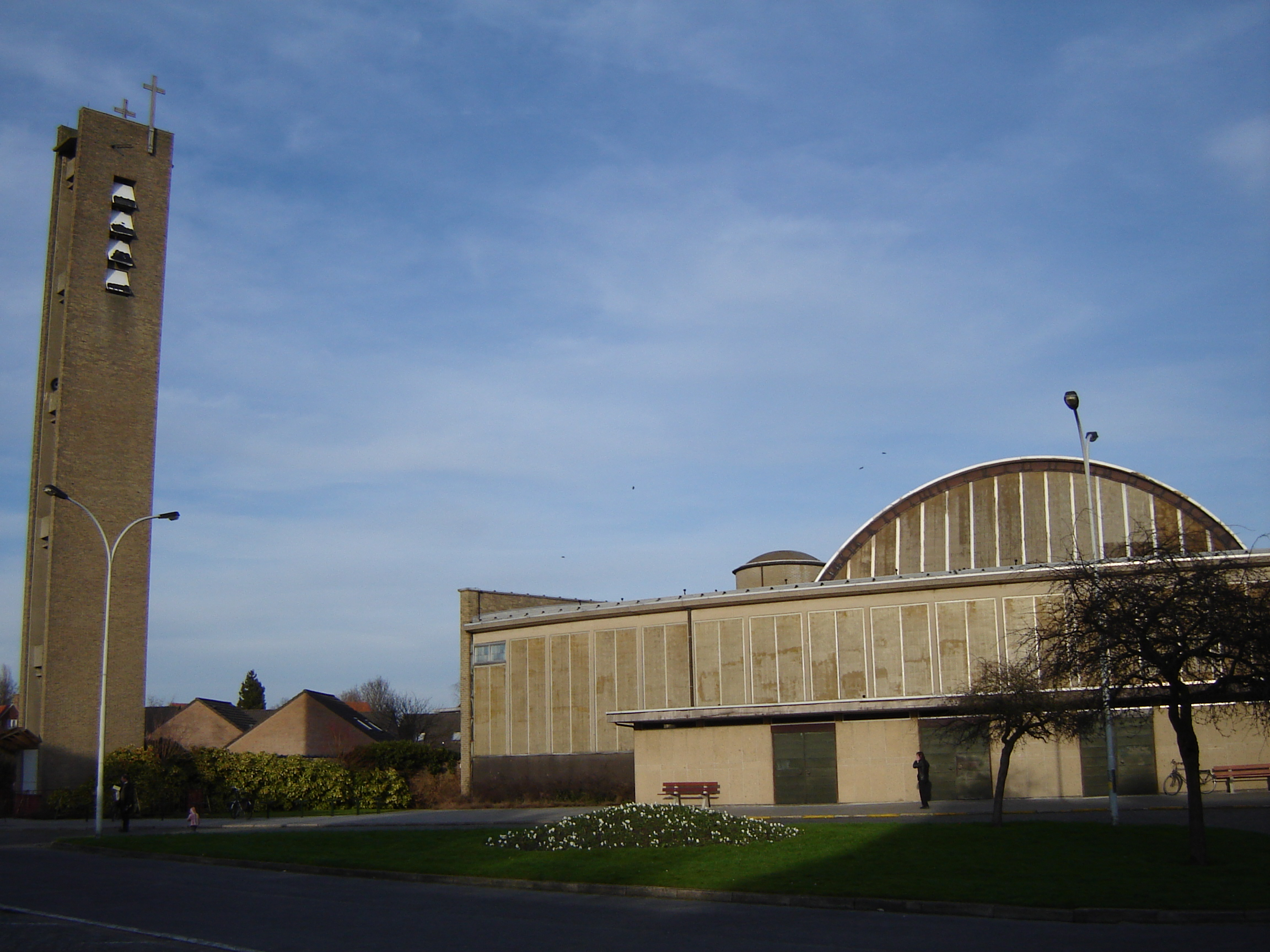
L'Église saint-Paul

### 1899-maintenant: le quartier de Bruges
La paix rurale a pris fin quand la ville de Bruges a absorbé la commune. La commune de Saint-Pierre-sur-la-Digue après les 101 ans de l'indépendance, disparut et est attachée à Bruges. En 1899, il fut décider de réunir la commune avec celle de Bruges dans le cadre de la création de Zeebruges. En effet, e;;e a été faite dans le cadre de la construction du port de Zeebruges et des extensions qui lui étaient associées. Par Arrêté Royal du 12 juillet 1899, les 1 200 habitants de Saint-Pierre-sur-la-Digue, ont été réunis à ceux de Bruges, avec effet à partir du 25 juillet 1899.
D'après un dessin de Josef Stübben, des projets de développement urbain fait dans la partie sud de l'ancienne commune avec la construction du quartier, Christ-Roi, ce qui d'un côté de l'avenue de Scheepsdale était caractérisé par un quartier résidentiel, et de l'autre côté par un quartier plus industriel.
Au cours du XXe siècle, le territoire de Saint-Pierre fut de plus en plus divisé. La croissance du quartier avant la Seconde Guerre mondiale a nécessité la construction d'une seconde église. En 1968, l'église Saint-Paul, dans un style moderne, fut construite. À partir des années 1950, une importante zone industrielle s'est développée autour du dock du port intérieur de Bruges. Un grand hôpital fut construit à partir des années 1960, en remplacement de l'ancien hôpital Saint-Jean dans les vieux murs de la ville.
Maintenant vivent sur le territoire de l'ancienne municipalité de plus de 12 000 habitants, dont 7 500 dans le district de Saint-Pierre et 4 500 dans le district de Christ-Roi.

## Trafic et transport
De la route principale et à Saint-Pierre, la chaussée d'Ostende (N9) et la chaussée de Blankenberghe (N371). À l'ouest de se trouve N31. Au sud, on trouve le canal Bruges-Ostende.
Les lignes 3, 13 et 23 de bus de la ville de Bruges y circulent, ainsi que les lignes régionales 31, 33 et 35.
Le quartier dispose également de sa propre gare de train : Bruges-Saint-Pierre.

## Paysage

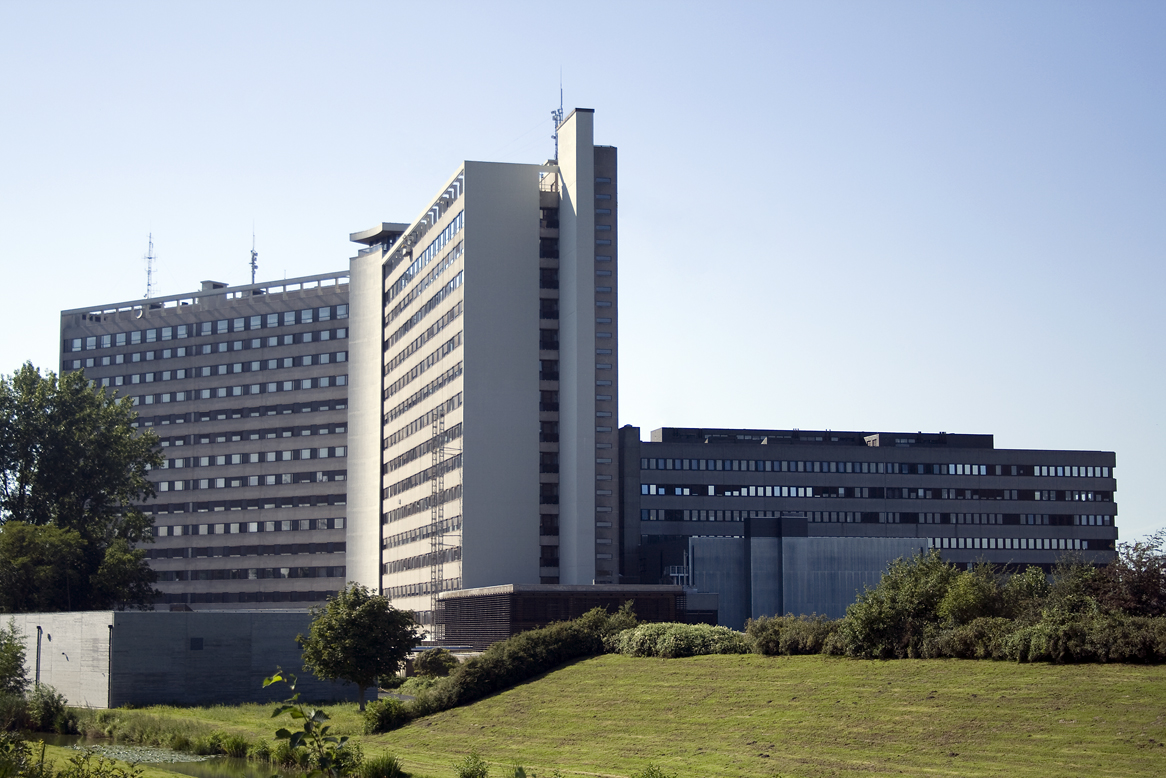
L'AZ Saint-Jean

- À Saint-Pierre, est situé dans l'AZ Saint-Jean, le plus grand hôpital de Flandre occidental.
- En plus de l'hôpital se trouvent les bureaux du CPAS de Bruges.
- L'hôpital psychiatrique, le Rustenburg.
- L'imprimerie Saint-Catharine et de la maison d'édition, de Tempelhof se trouvait à Saint-Pierre, jusqu'au début du XXIe siècle.
- Au nord de Saint-Pierre, est situé dans le parc d'affaires Blue Tower, le centre commercial B-Parc.
- Au nord-ouest se trouve le Sint-Pietersplas, un grand complexe sportif et de loisirs.